# Французький референдум щодо Конституції Європейського Союзу (2005)
Французький референдум щодо Конституції Європейського Союзу — проводився 29 травня 2005 року у Франції з метою з'ясувати, чи повинна країна ратифікувати запропоновану Конституцію ЄС. Результати голосування показали, що Конституцію відкинула більшість виборців 55 %, при явці в 69 %.
Питання, винесене на референдум, було таким:
фр. Approuvez-vous le projet de loi qui autorise la ratification du traité établissant une Constitution pour l'Europe?
Чи схвалюєте Ви проєкт закону, який ратифікує договір, що встановлює Конституцію Європи?
Франція стала першою країною, яка відкинула Римський договір 2004 року, який вводив Конституцію ЄС в дію. Виборці Іспанії, що голосували на референдумі з цього ж питання в лютому 2005 року, схвалили договір з великим відривом. Результат французького референдуму вніс невизначеність у майбутнє договору, який мали схвалити всі без винятку члени Європейського Союзу для набрання чинності. 1 червня 2005 року Конституція ЄС була також відкинута на нідерландському референдумі. Планувалися референдуми в інших країнах, проте за винятком Люксембурзького референдуму, всі вони були перенесені або зовсім скасовані.

## Результати

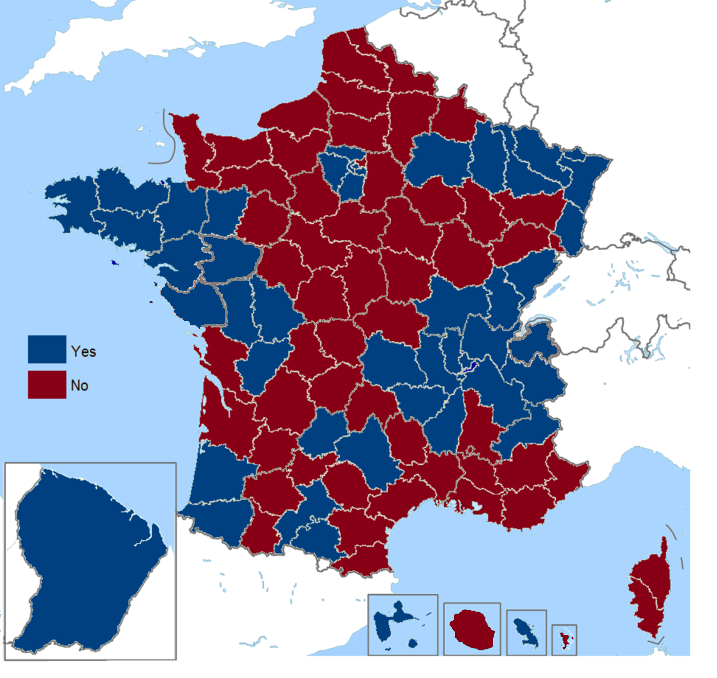
Результати по департаментах
Так
Ні

| Участь у референдумі:     |            |         |
| Всього бюлетенів          | 28 985 293 | 69,34 % |
| Не голосувало             | 12 814 573 | 30,66 % |
| Всього виборців           | 41 799 866 | 100 %   |
| Бюлетені:                 |            |         |
| Дійсних                   | 28 256 673 | 97,49 % |
| Незаповнених та недійсних | 728 620    | 2,51 %  |
| Всього голосів            | 28 985 293 | 100 %   |
| Так чи Ні:                |            |         |
| Так (в підтримку)         | 12 806 394 | 45,32 % |
| Ні (проти)                | 15 450 279 | 54,68 % |
| Всього                    | 28 256 673 | 100 %   |